# Ален (Північний Рейн-Вестфалія)
А́лен (нім. Ahlen) — місто в Німеччині, знаходиться в землі Північний Рейн-Вестфалія. Підпорядковується адміністративному округу Мюнстер. Входить до складу району Варендорф.
Площа — 123,14 км2. Населення становить 52 635 ос. (станом на 31 грудня 2020).